# ويليام فولر
ويليام فولر (بالإنجليزية: William Fowler)‏ هو جندي وسياسي أمريكي، ولد في 1815 بمقاطعة أونيدا في الولايات المتحدة، وتوفي في 10 أكتوبر 1862 في الولايات المتحدة.